# ヤマモガシ科
ヤマモガシ科（学名：Proteaceae）は双子葉植物の科で、75から80属、1600種ほどからなる。現在は特に南アフリカとオーストラリアで多くの種が栄えている。日本にはただ1種、ヤマモガシ（Helicia cochinchinensis Lour.）が野生し、東南アジアから西南日本まで分布する。ヤマモガシ科は南米、南アフリカ、インド、オーストラリア、ニューカレドニア、ニュージーランドなどに分布するが、これらはかつてのゴンドワナ大陸の一部である。またニュージーランド南島の白亜紀の石炭中から多くのヤマモガシ科の花粉が見つかっていることなどから、本科はゴンドワナ大陸で発展した（ゴンドワナ植物）と考えられる。

## 形態
いずれも常緑で、ほとんどが木本、一部は草本。花は両性で、花被（がくと花弁の区別はない）は筒状で先が4裂し、それぞれに雄蕊が1つずつつく。雌蕊は1つで子房上位、堅果などの果実となる。花序は総状・穂状・頭状など。
本科植物は一部を除いて必須栄養素であるリンの欠乏に対して根を特殊な形状に変化させることで知られる。この根は土壌中に有機酸を分泌し植物が通常利用できない形態のリンを溶解し吸収しておりリンに乏しい環境でも生育できるようになっている。この根は当初本科の学名Proteceaeからプロテオイド根（英：proteoid root）と呼ばれていたが、ヤマモモ科、クワ科、マメ科、モクマオウ科に属する一部の種にも同じ目的で同じような形態に根を変化させるものが知られるようになったのでクラスター根（英：cluster root）と名前が変更された。日本のヤマモガシもこの構造の根を持つ。同じように根の働きを強化するものとして、菌類と根の共生形態である菌根、マメ科などを中心に知られる根粒などが知られるが、クラスター根を形成するヤマモガシ科やマメ科ルピナス属には菌根や根粒を作るものが知られていない。

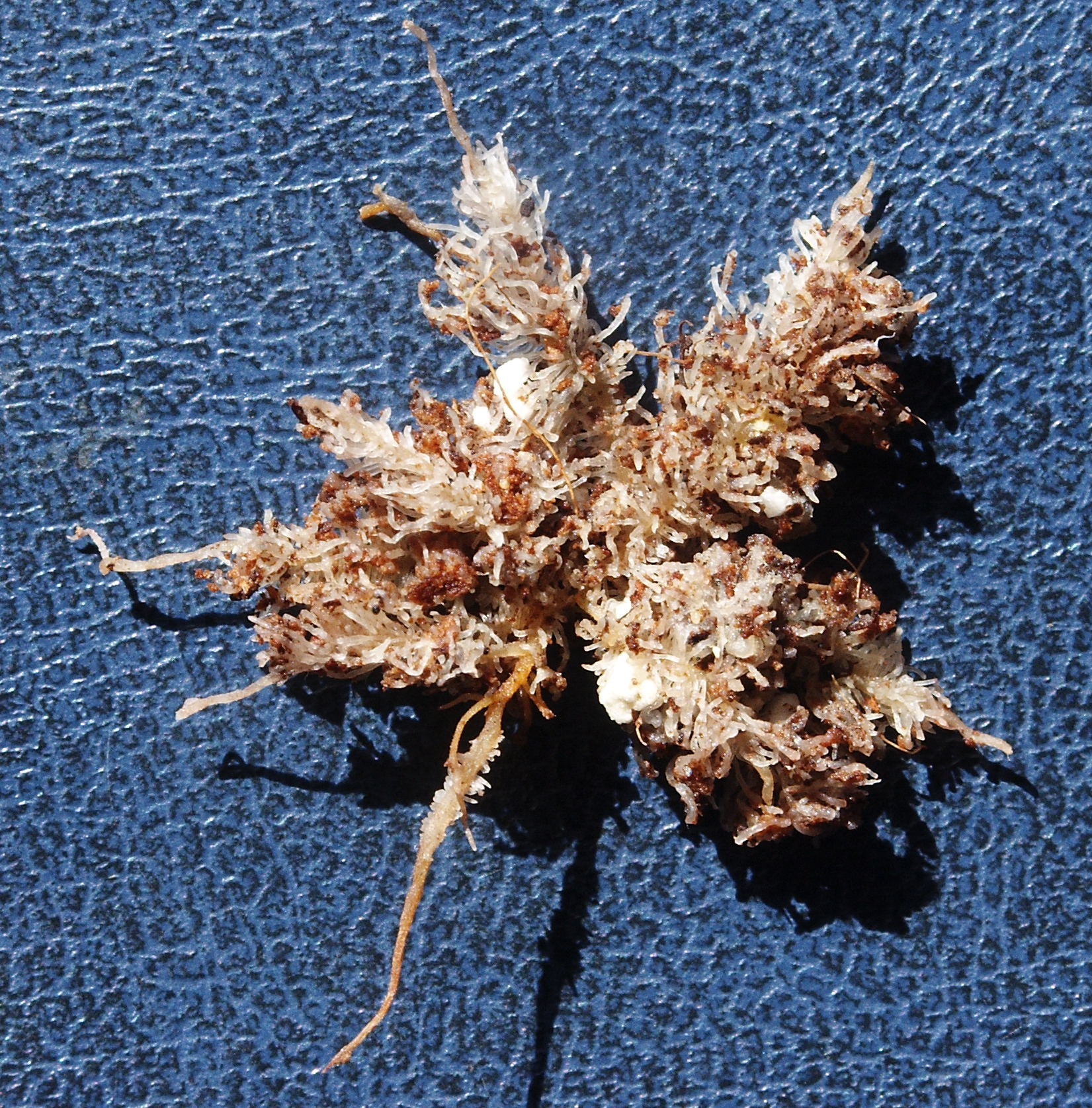
Leucospermum cordifolium(ヤマモガシ科)のcluster root

## 生態
乾燥地に適応し生育する者が多い。

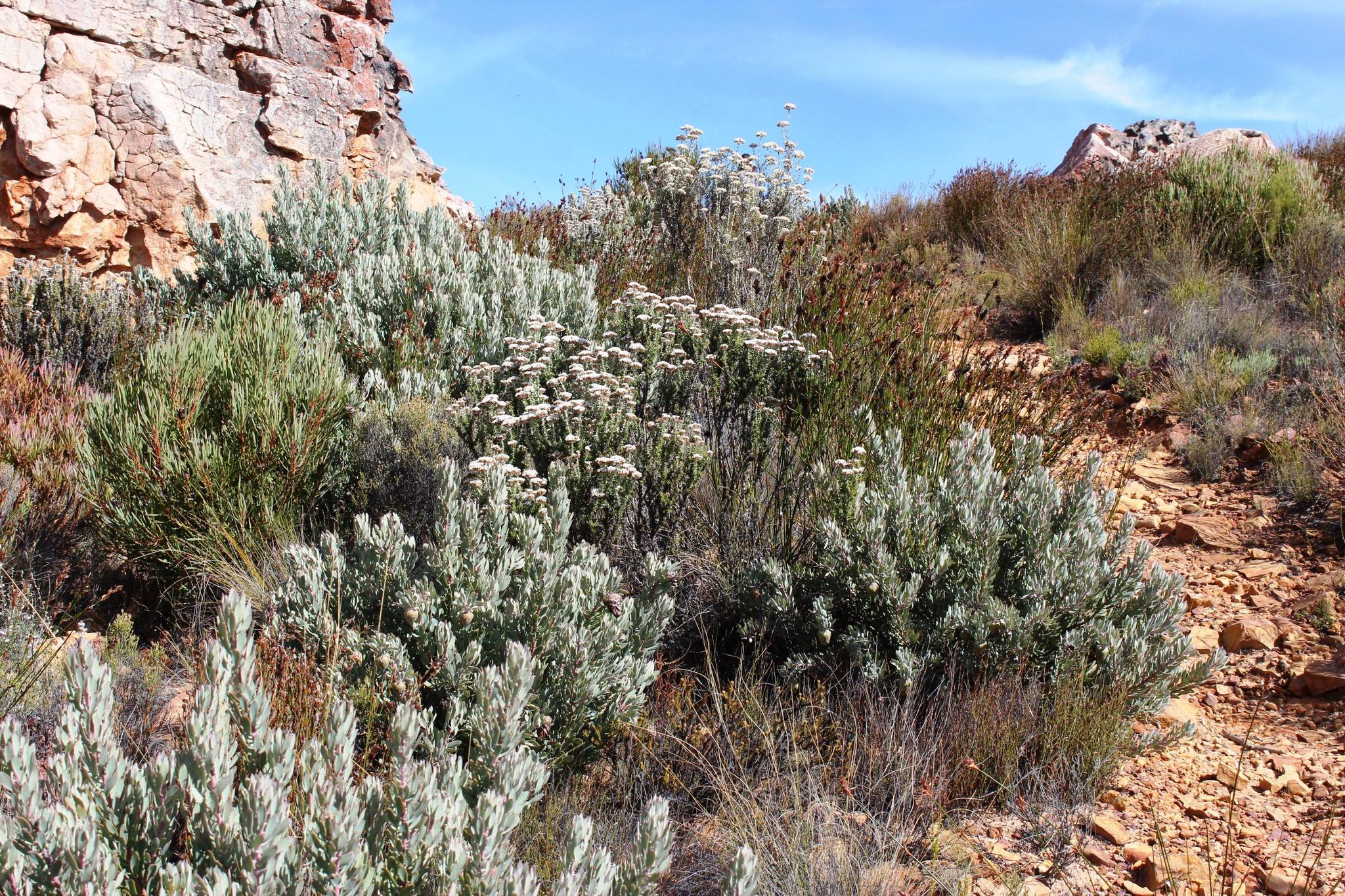
乾燥地に生育するProtea pendula

山火事が頻発するオーストラリアに分布するものを中心に、本科のいくつかの種の果実は山火事の強熱を受けることで開いて中の種子を散布するという仕組みをもつものがある。山火事直後に散布され発芽することで、周囲の植生が壊滅した中で太陽光や栄養分を独占し、土壌中の病原菌も熱で殺菌され枯死しにくいなどの利点があると考えられている。同じような生存戦略を持つ植物は火災が多発する地域を中心に他にも存在し、オーストラリアに分布するヒノキ科や、北米や地中海周辺に分布するマツ科マツ属など針葉樹にも知られる。また、本科では果実の構造以外にも樹皮を厚くし防火性能を高めたり、地下部に栄養を蓄え萌芽更新能力も高くすることで、地上部が焼損しても速やかに芽を出して再生するなどの適応を見せる種も多く知られる。

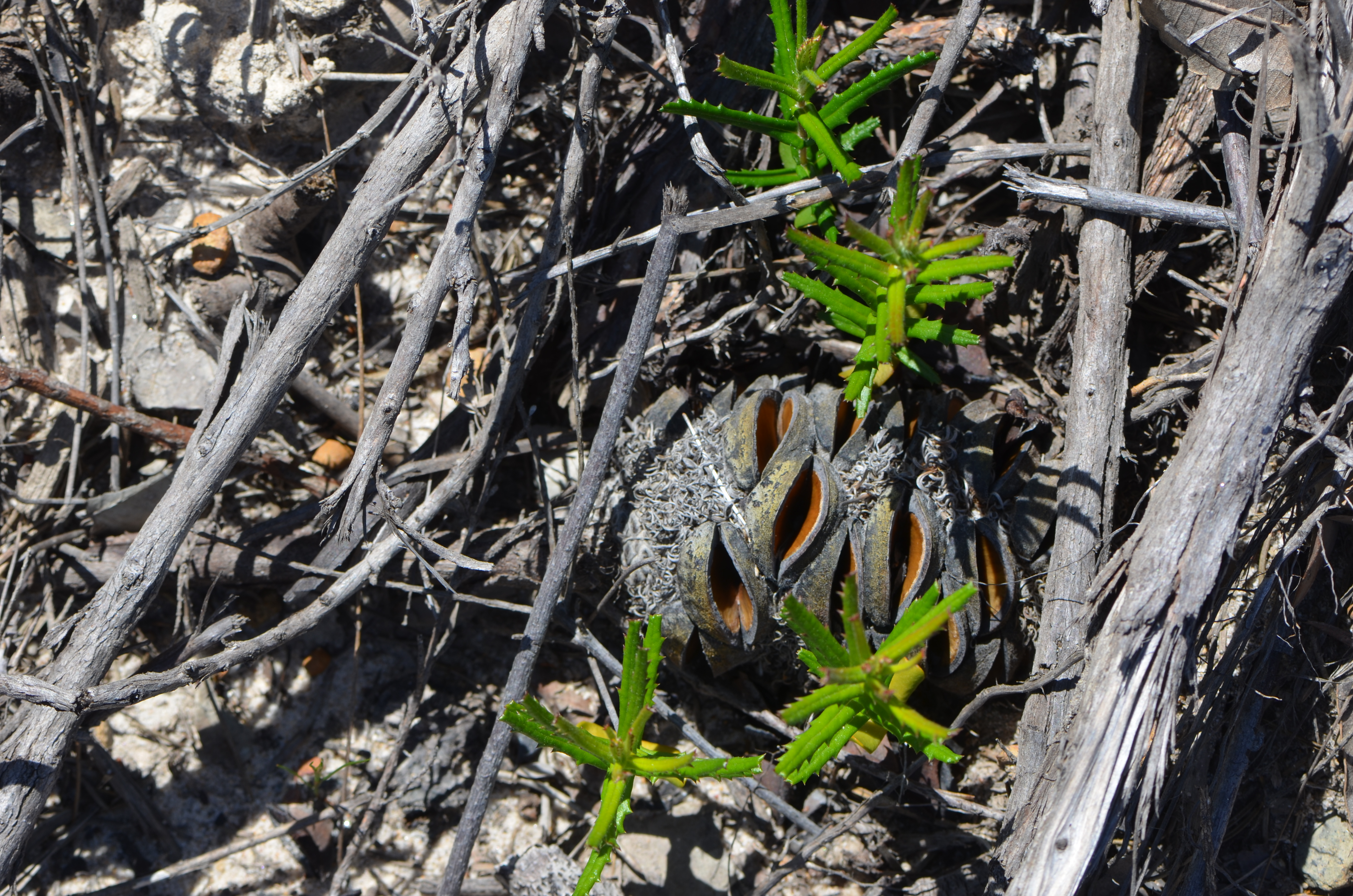
火災後に発芽した本科Banksia属の種子
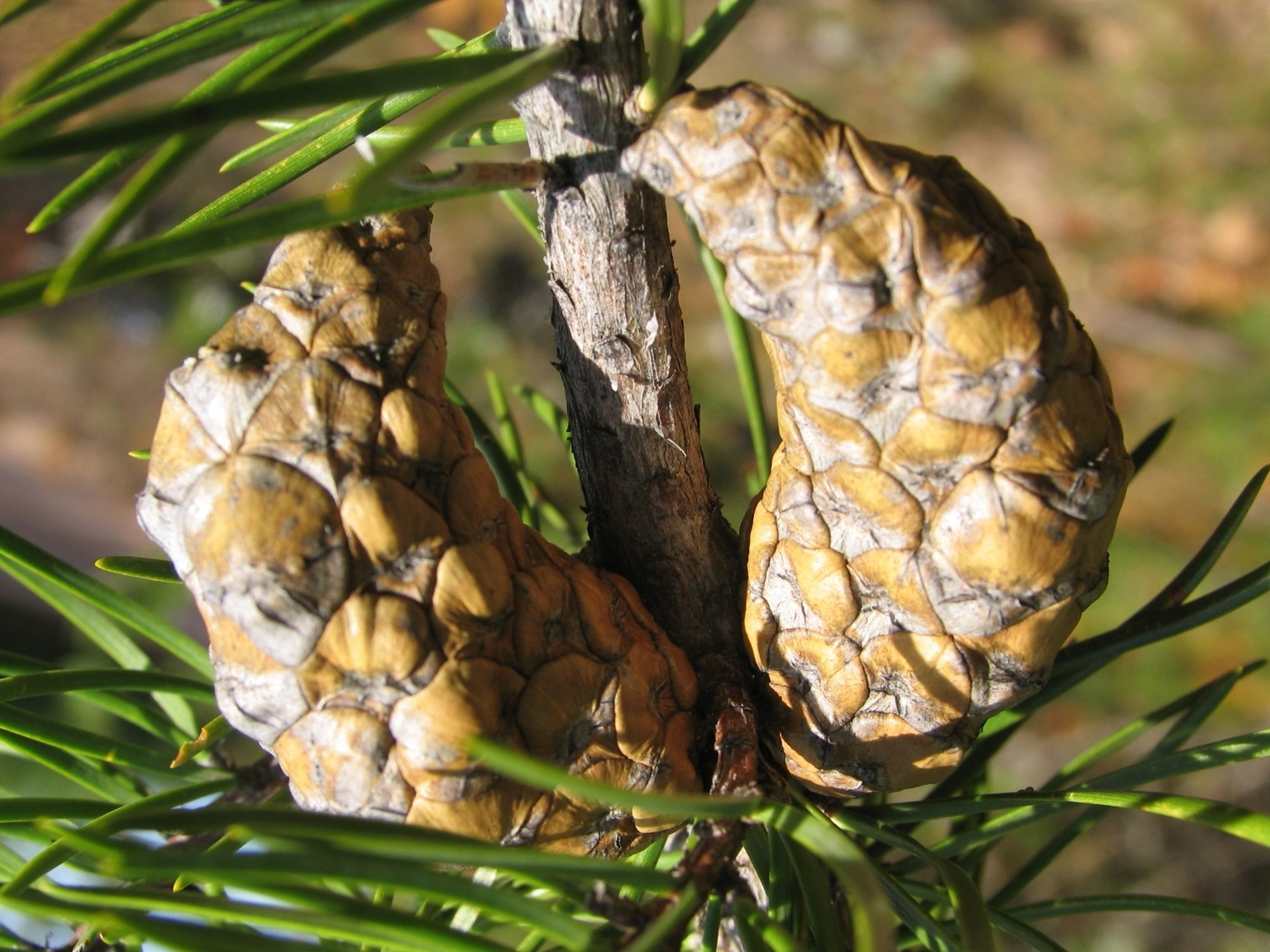
参考：火災で開くタイプのマツの球果（マツ科）
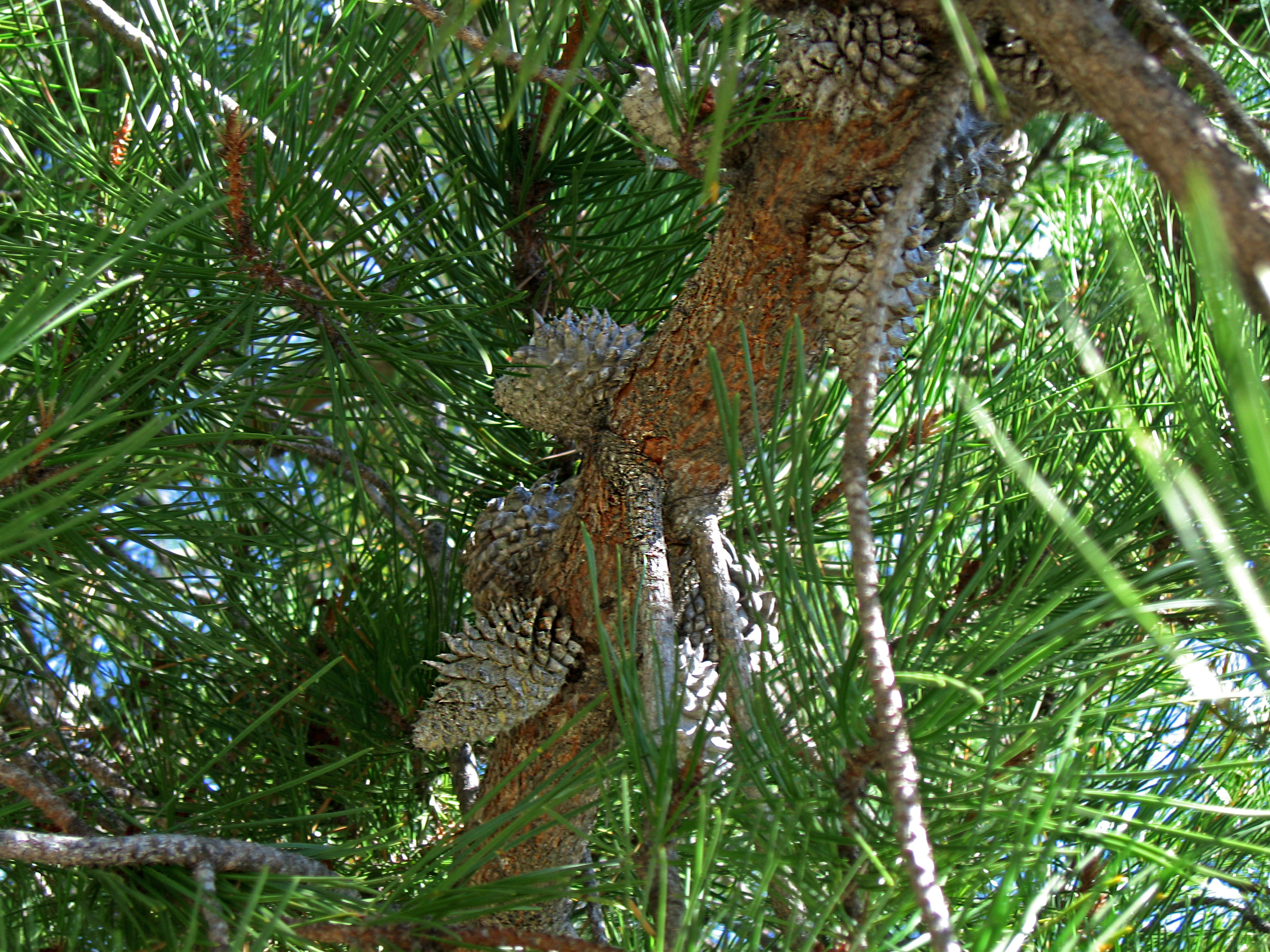
参考；樹上に固着し何年も火災を待つマツの球果

多くの昆虫がヤマモガシ科を利用している。日本産のヤマモガシはサツマニシキ（Erasmia pulchella）という美しい蛾の幼虫の食草として知られる。

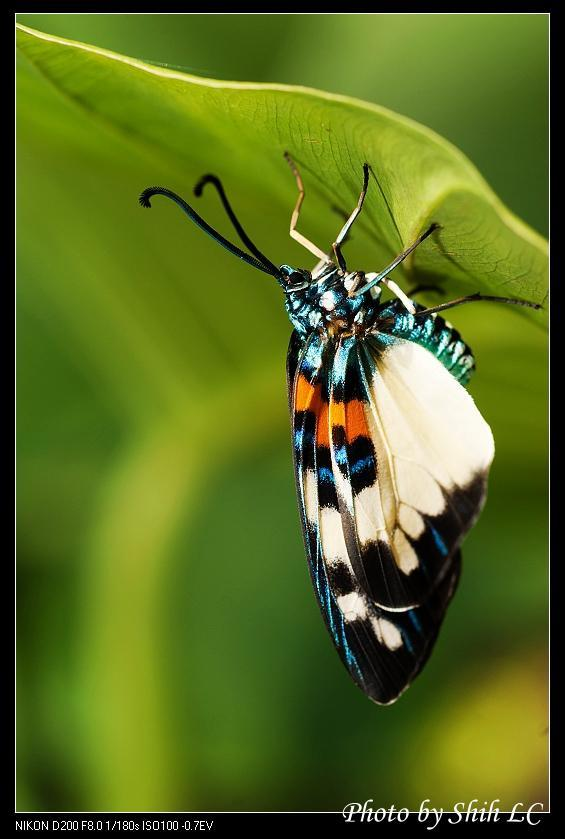
サツマニシキ Erasmia pulchellaの成虫
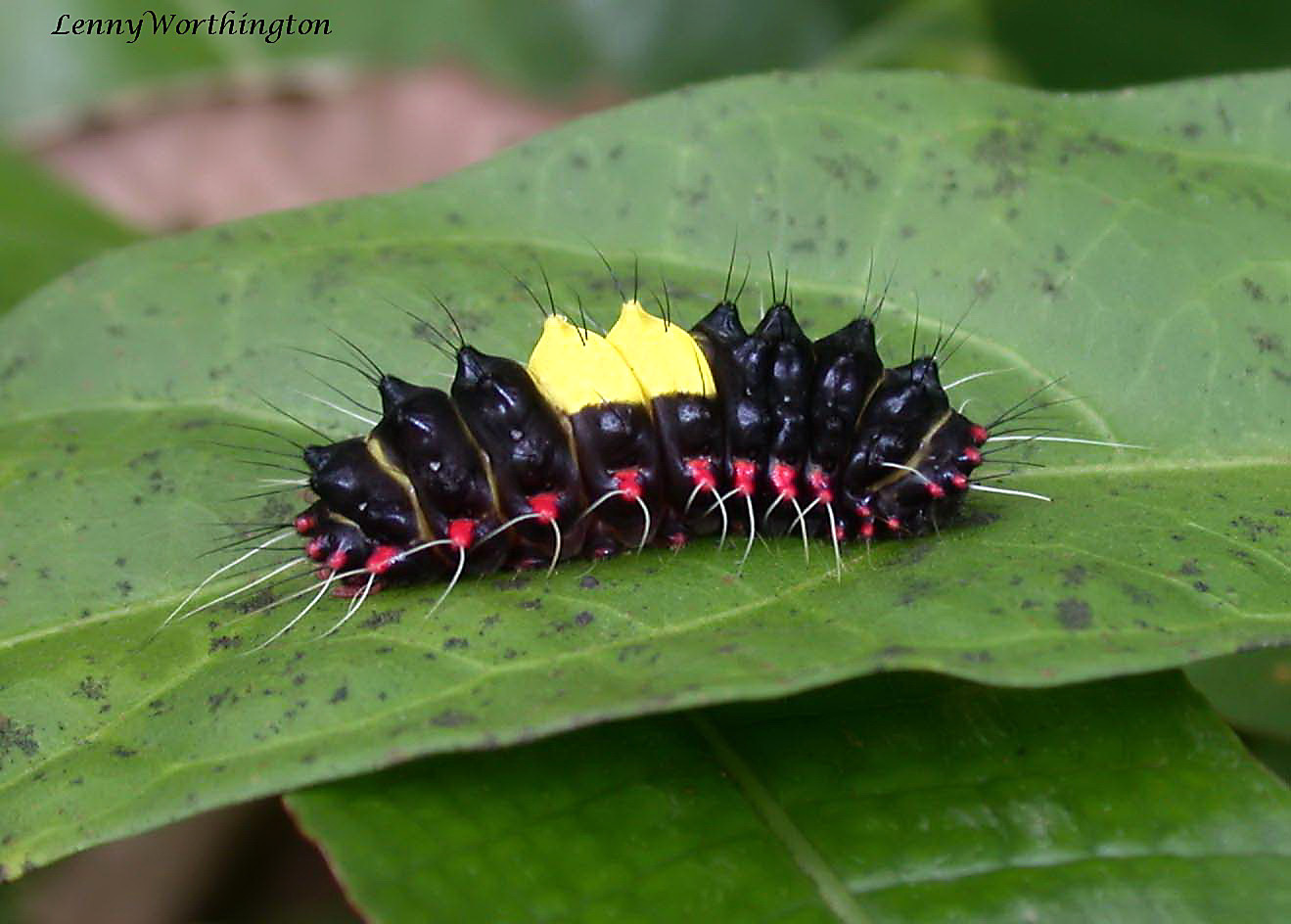
サツマニシキ（E, pulchella）の幼虫

## 人間との関わり
プロテアProtea、バンクシアBanksia、マカダミアMacadamiaなどの属を含む。マカダミア（マカダミアナッツ）は食用にするために栽培され、他にも観賞用に多くの種が栽培される。

## 分類
ヤマモガシ科の系統は最近まではっきりせず、独立のヤマモガシ目とされたりしていた（クロンキスト体系ではグミ科も入れたが、花の形が見かけ上似ていることによる）。近年の分子系統学研究から、スズカケノキ科とハス科が同じ系統に入ることがわかった（形態的類似点はあまりない）。下位分類は下記のようにいくつかの亜科単位を認めるとする研究者が多い。

### Subfamily Bellendenoideae
下記の一属から成る単型の亜科である。
- Bellendena

和名未定の属。タスマニアの高山地帯に分布するBellendena montana（現地名mountain rocket, 山のロケットの意味）一種だけが知られる単型の属である。

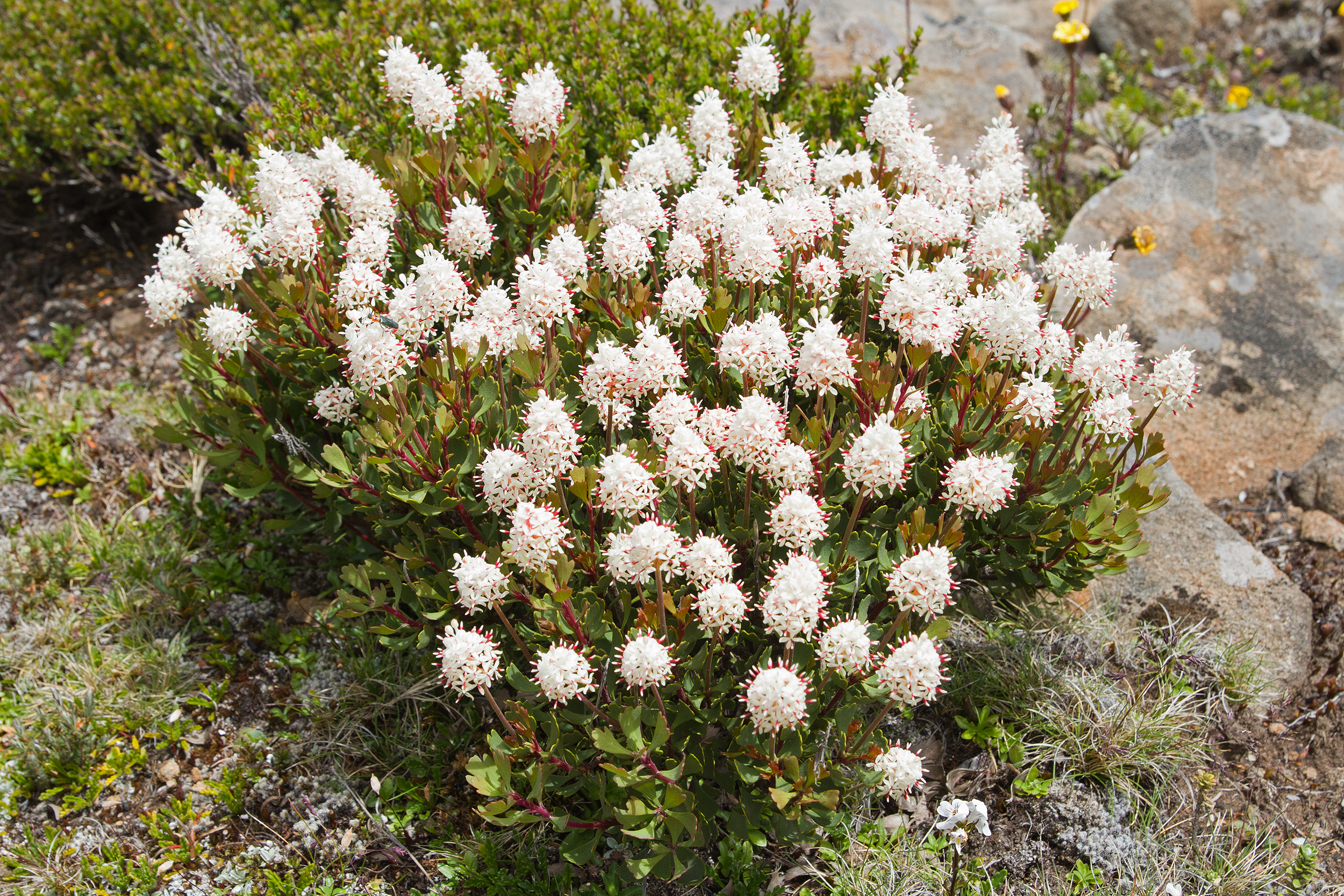
Bellendena montana
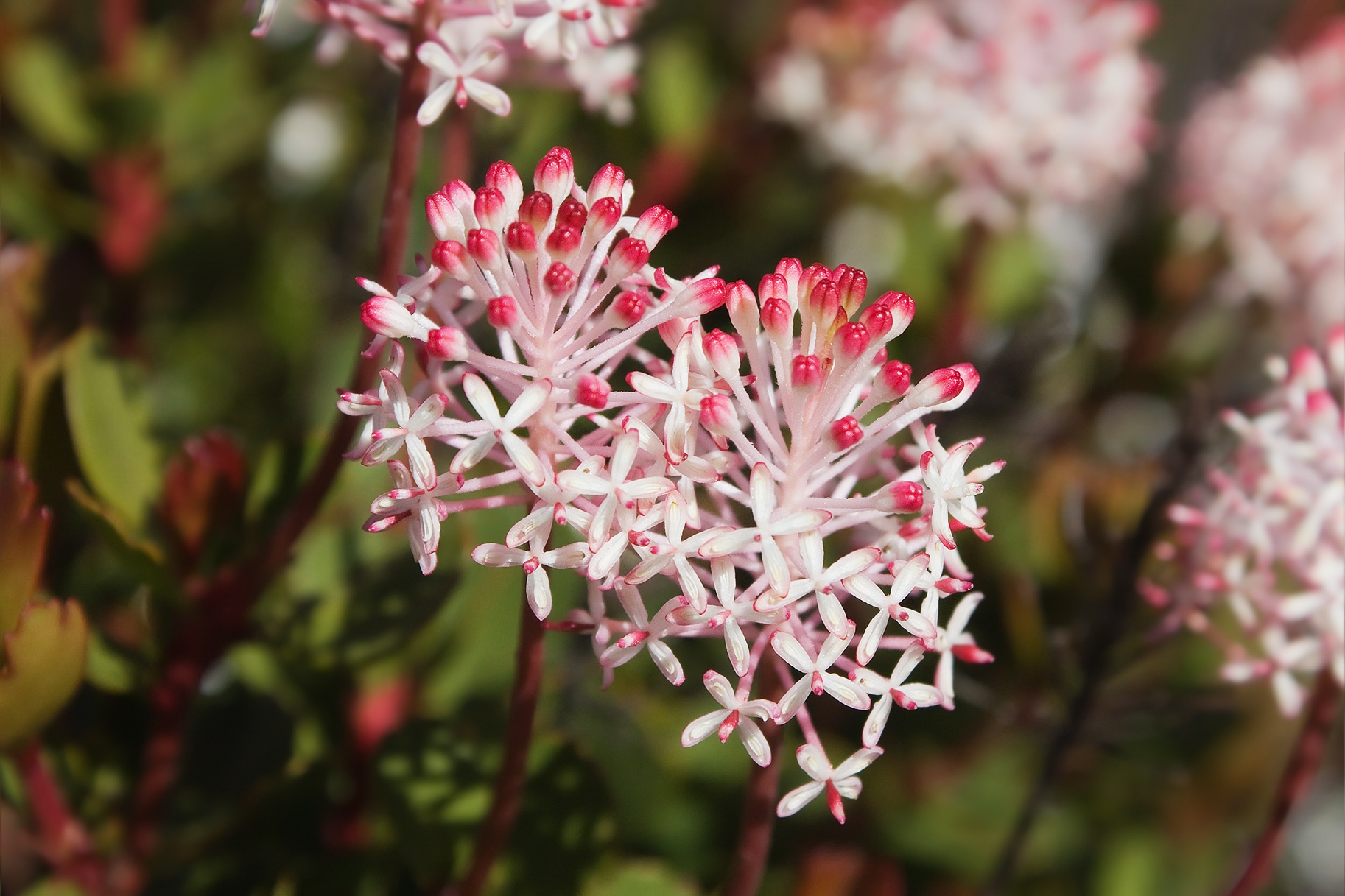
Bellendena montanaの花

### Subfamily Persoonioideae
下記の2連5属から成る

#### Tribe Placospermeae
- Placospermum

#### Tribe Persoonieae
- Toronia

ニュージーランドに分布するToronia toru一種だけが知られる単型の属である。

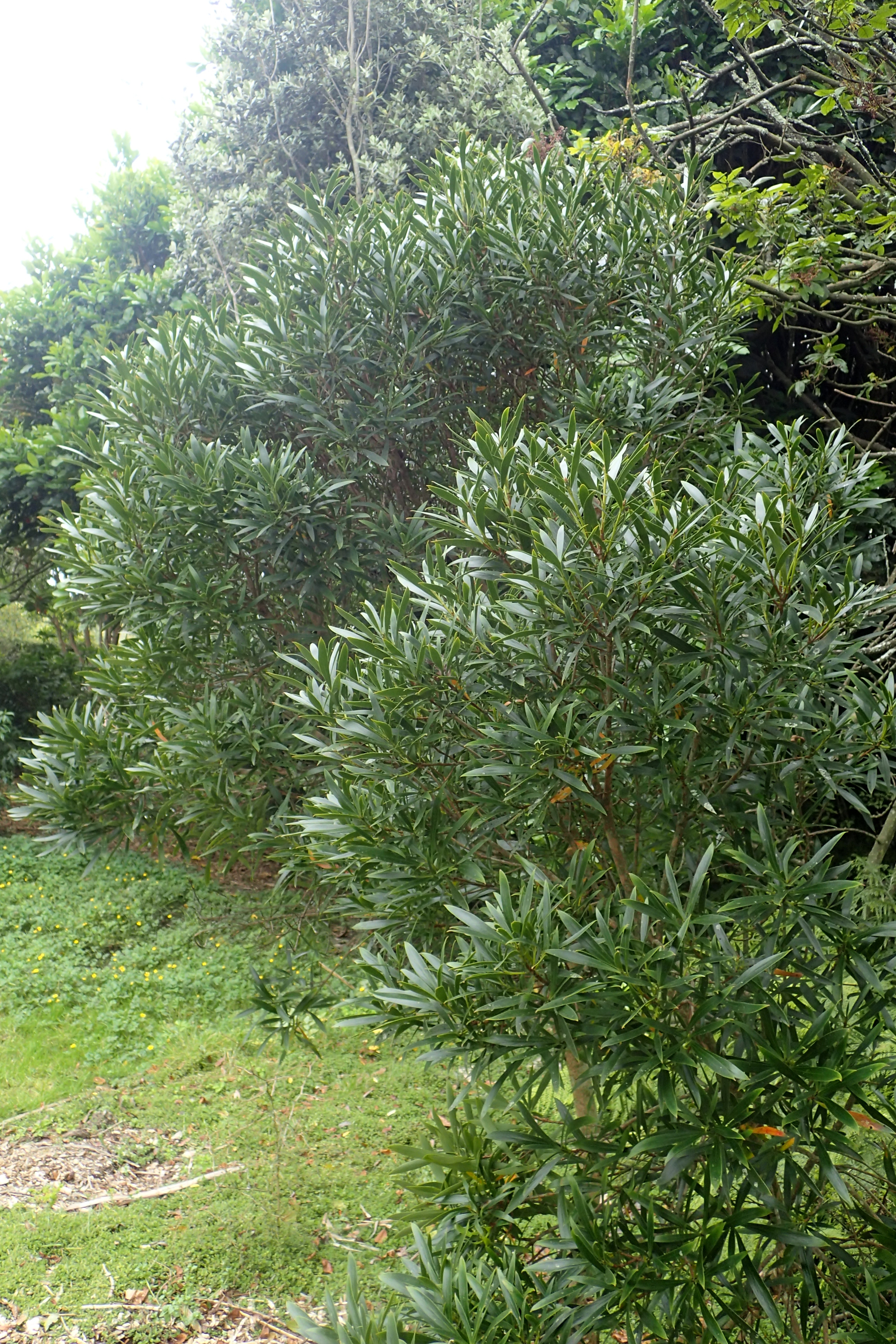
Toronia toru樹形
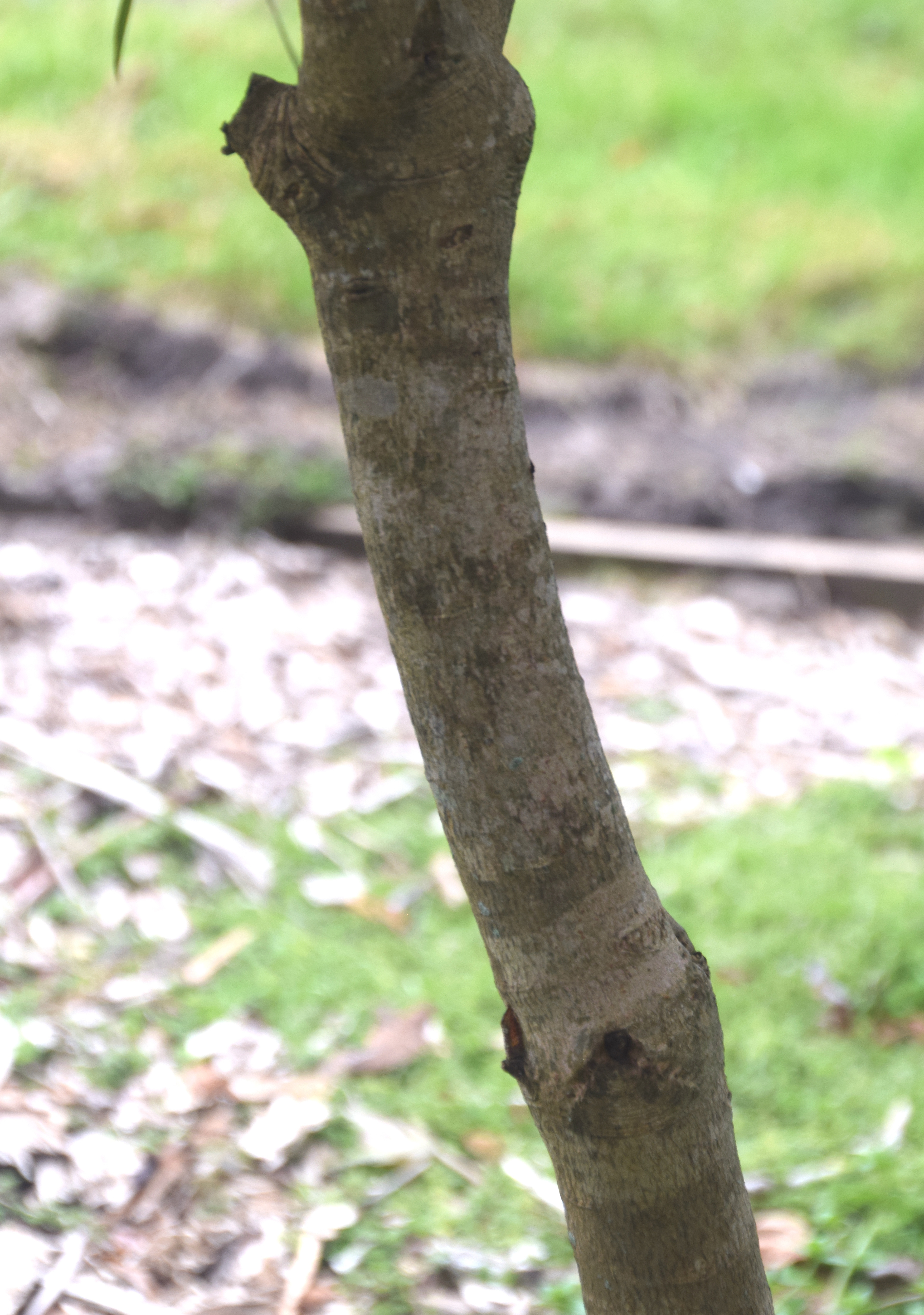
Toronia toru樹皮

- Garnieria

ニューカレドニアに分布するGarnieria spathulifolia一種だけが知られる単型の属である。種小名spathulifoliaは「ヘラのような葉」という意味。

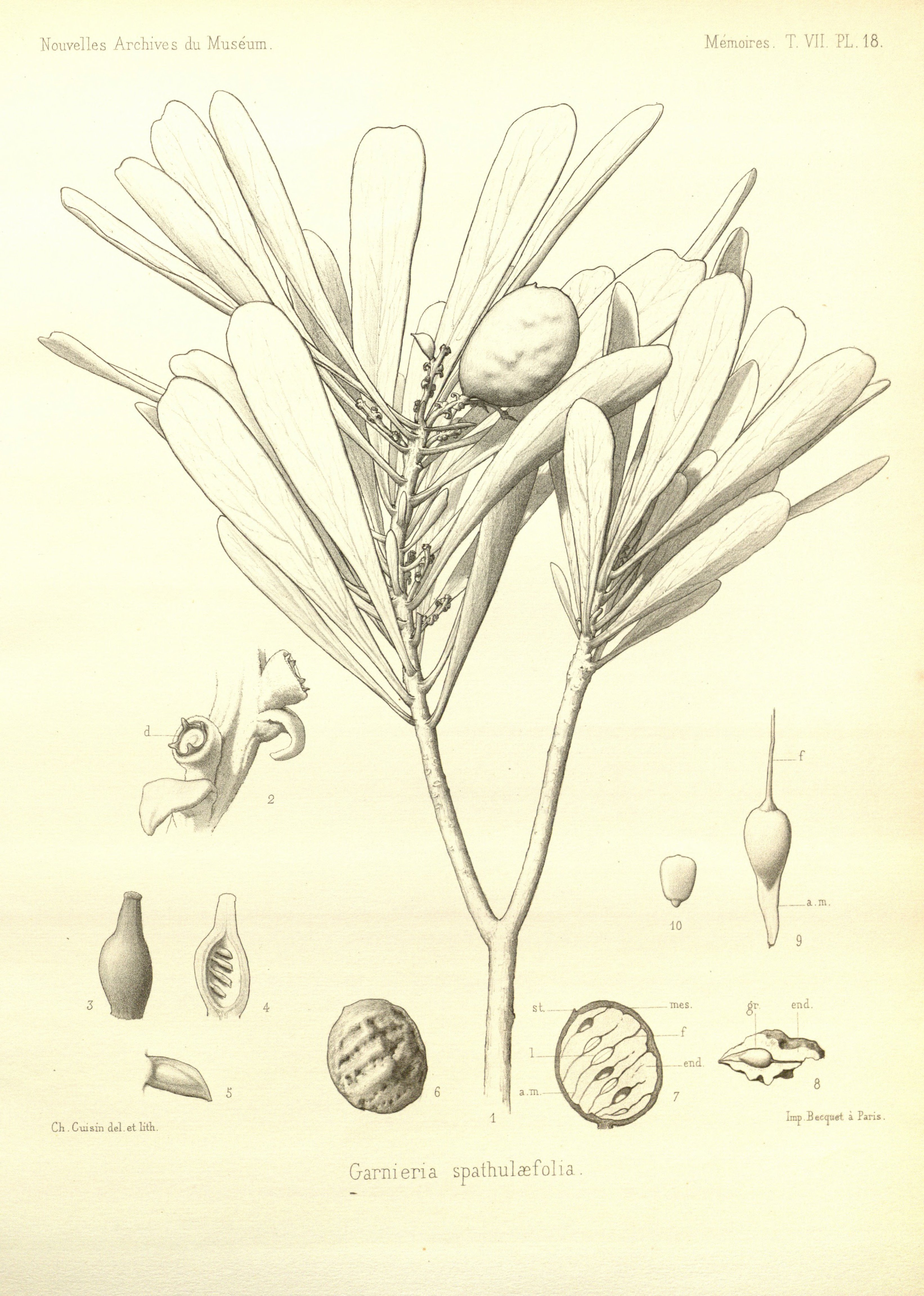
Garnieria spathulaefolia

- Acidonia

Acidonia microcarpa一種だけが知られる単型の属である。種小名microcarpaは「小さい果実」という意味。後述のPersooniaに含めると考える研究者もいる。
- Persoonia

オーストラリアに分布。花は総状花序で果実は核果である。現地名はgeebungsやsnottygobbles

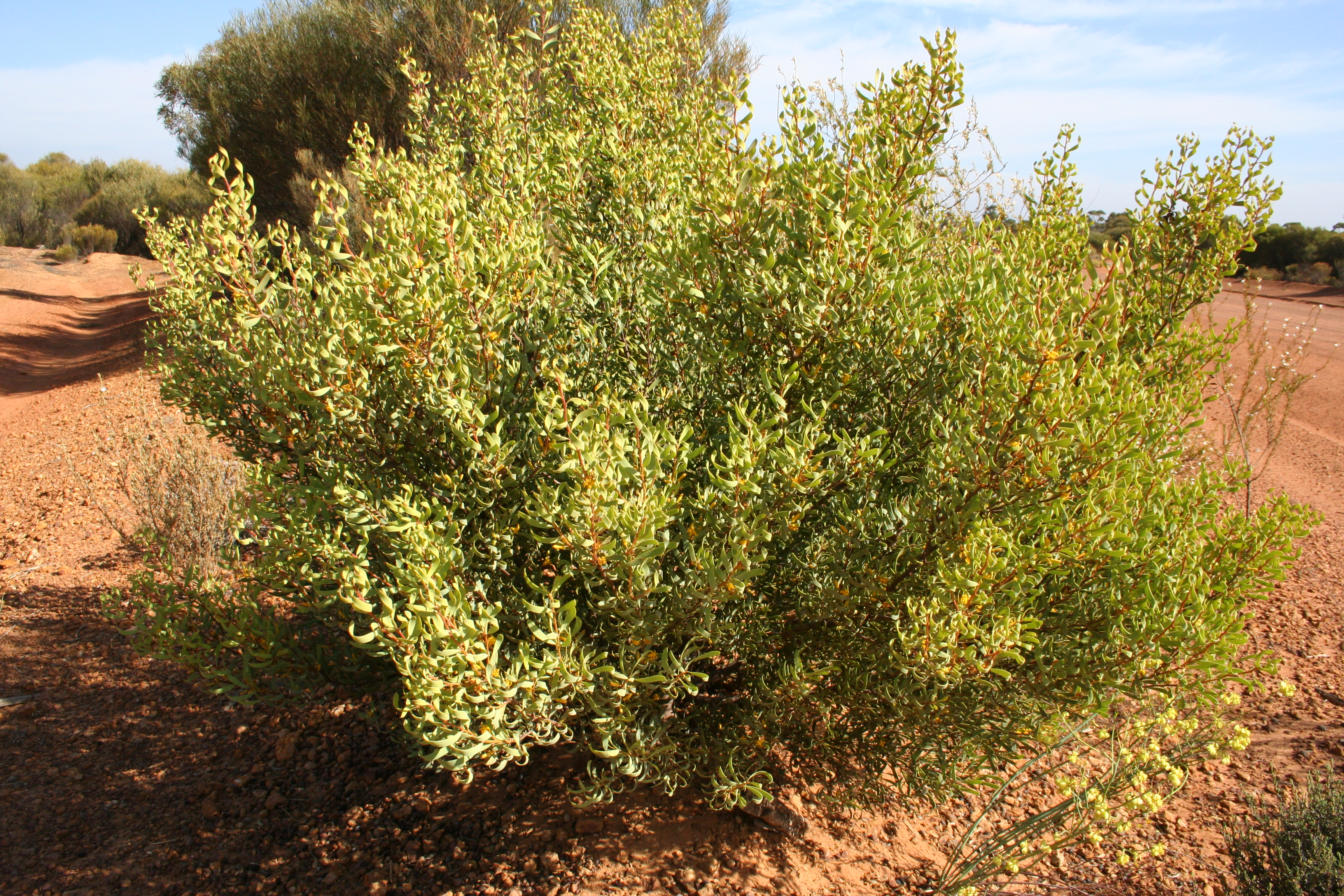
Persoonia coriaceaの樹形
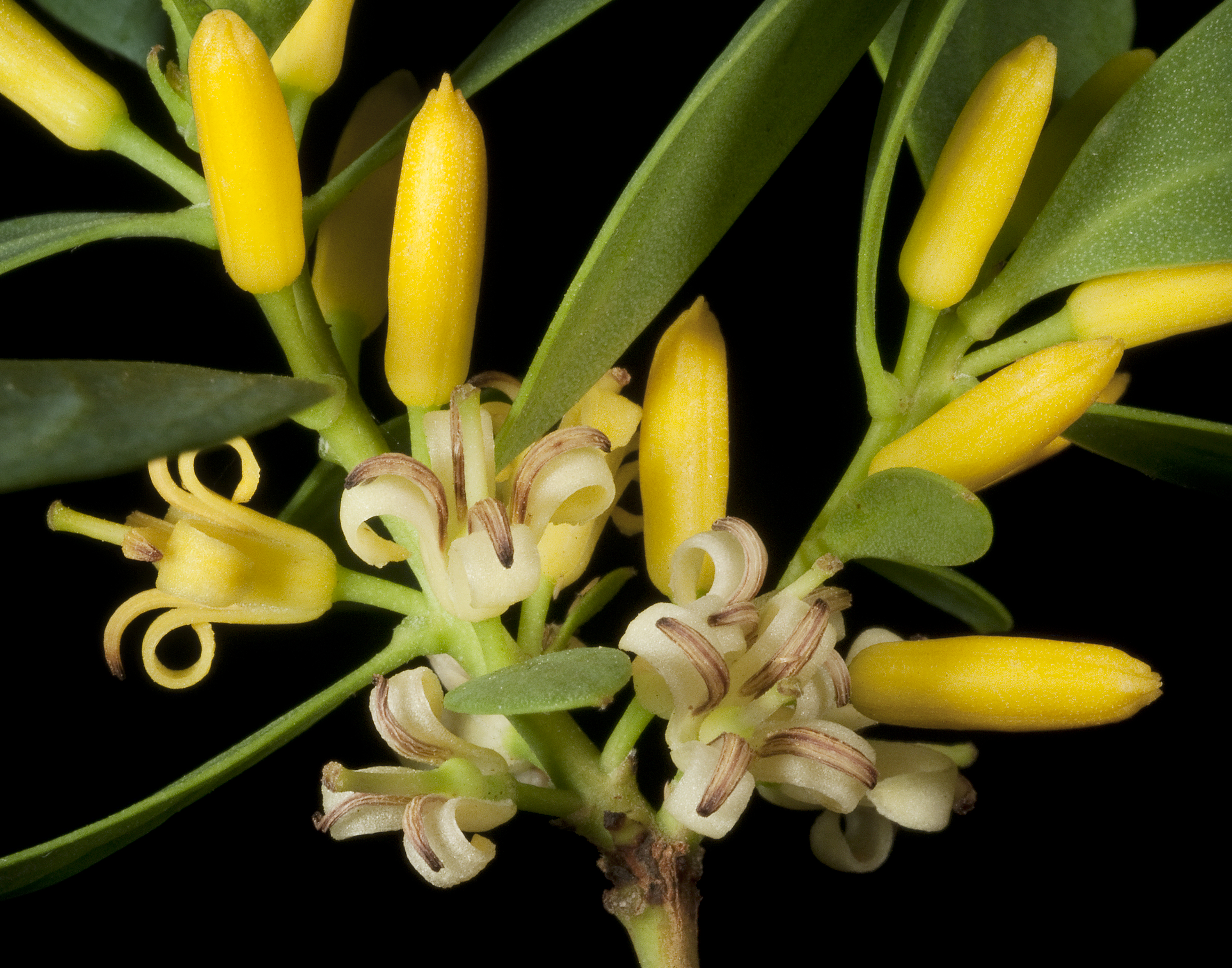
Persoonia ellipticaの花
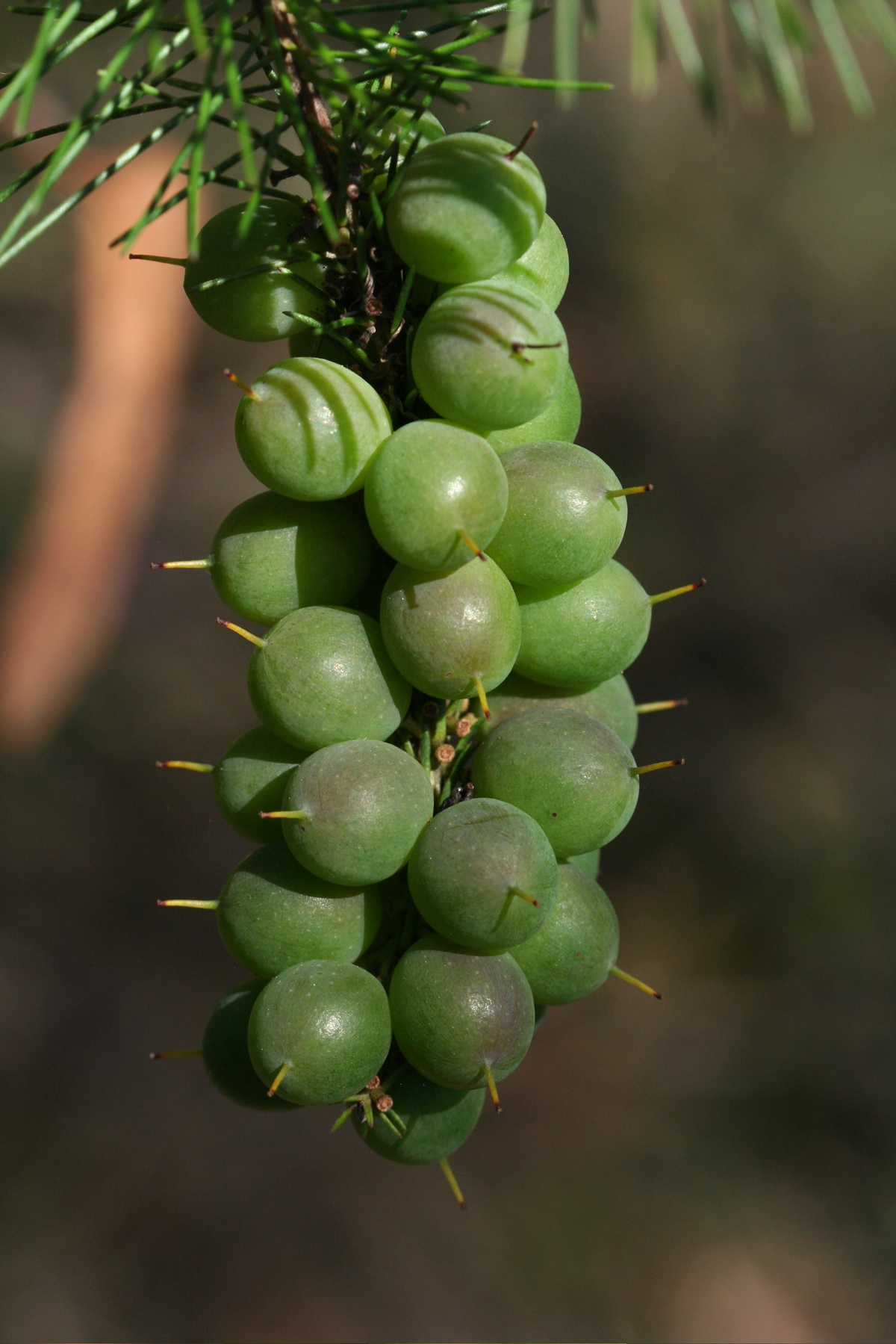
Persoonia pinifoliaの果実

### Subfamily Symphionematoideae
- Agastachys

Agastachys odorata一種だけが知られる単型の属である。現地名はwhite waratah

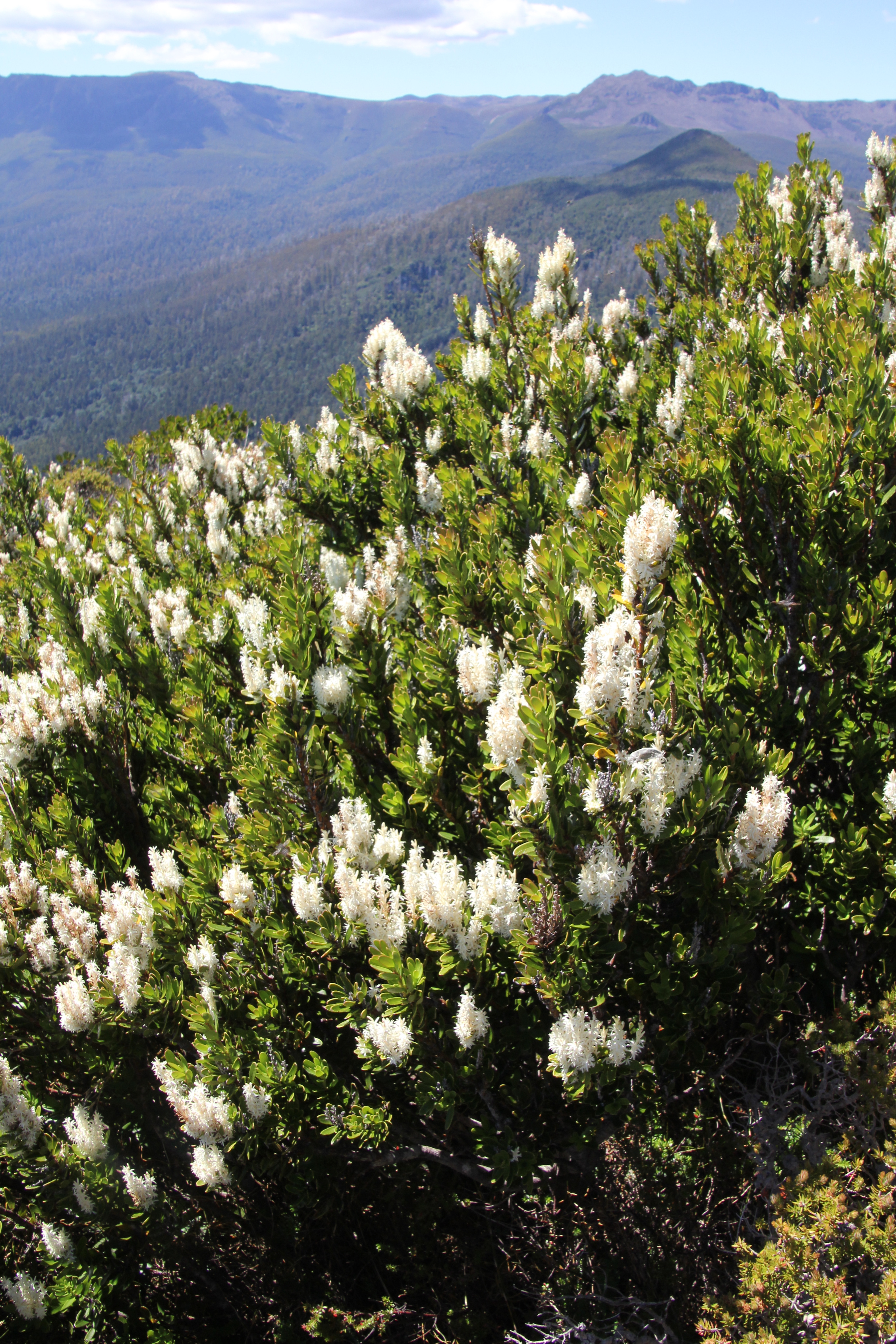
Agastachys odorata樹形
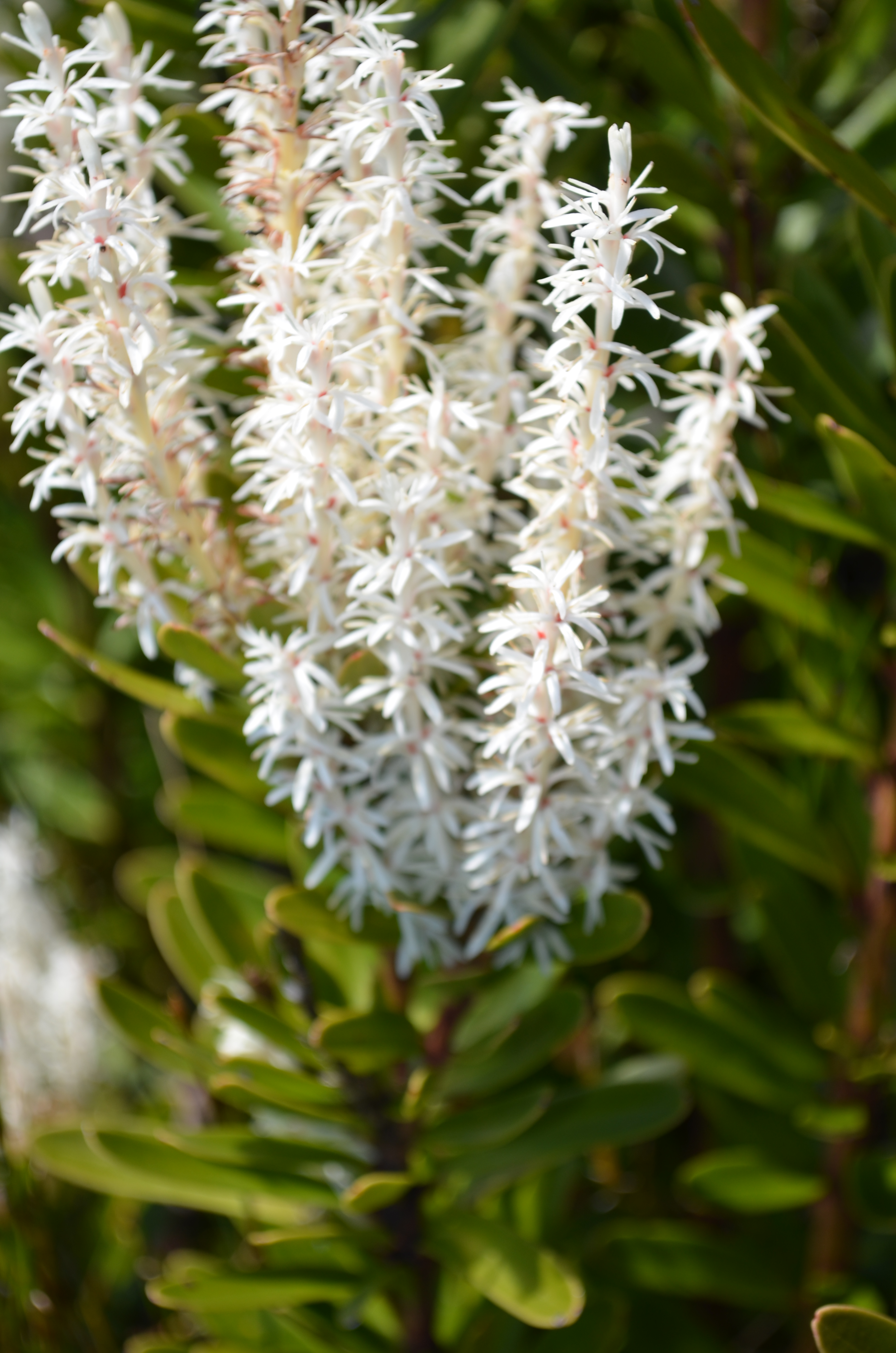
Agastachys odorataの花

- Symphionema

オーストラリア大陸南東部とタスマニアに局所的に2種が知られる。

### Subfamily Proteoideae

#### incertae sedis（所属連不明）
以下の5属は連(tribe)における所属先が不明である。
- Eidothea

オーストラリアに2種が知られる。樹高40m以上になる高木種。現地名nightcap oak（ナイトキャップ地区のカシの意味）

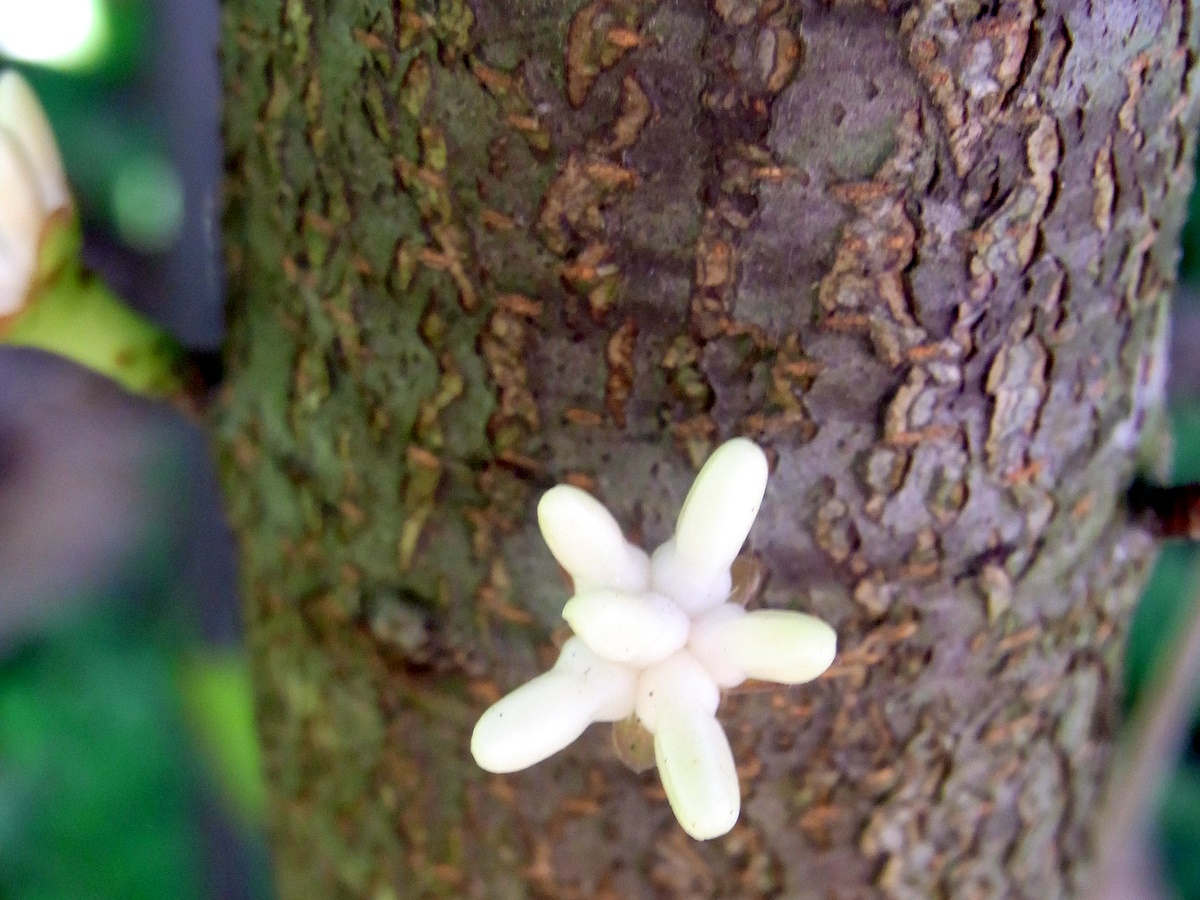
幹から直接花を付ける
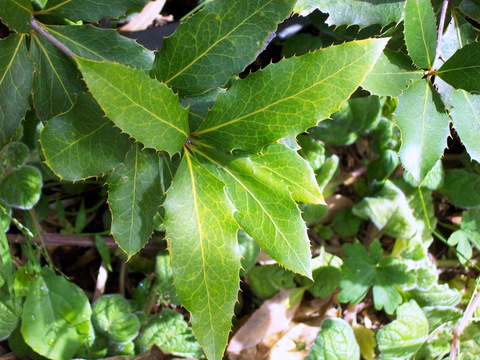
Eidothea hardenianaの葉
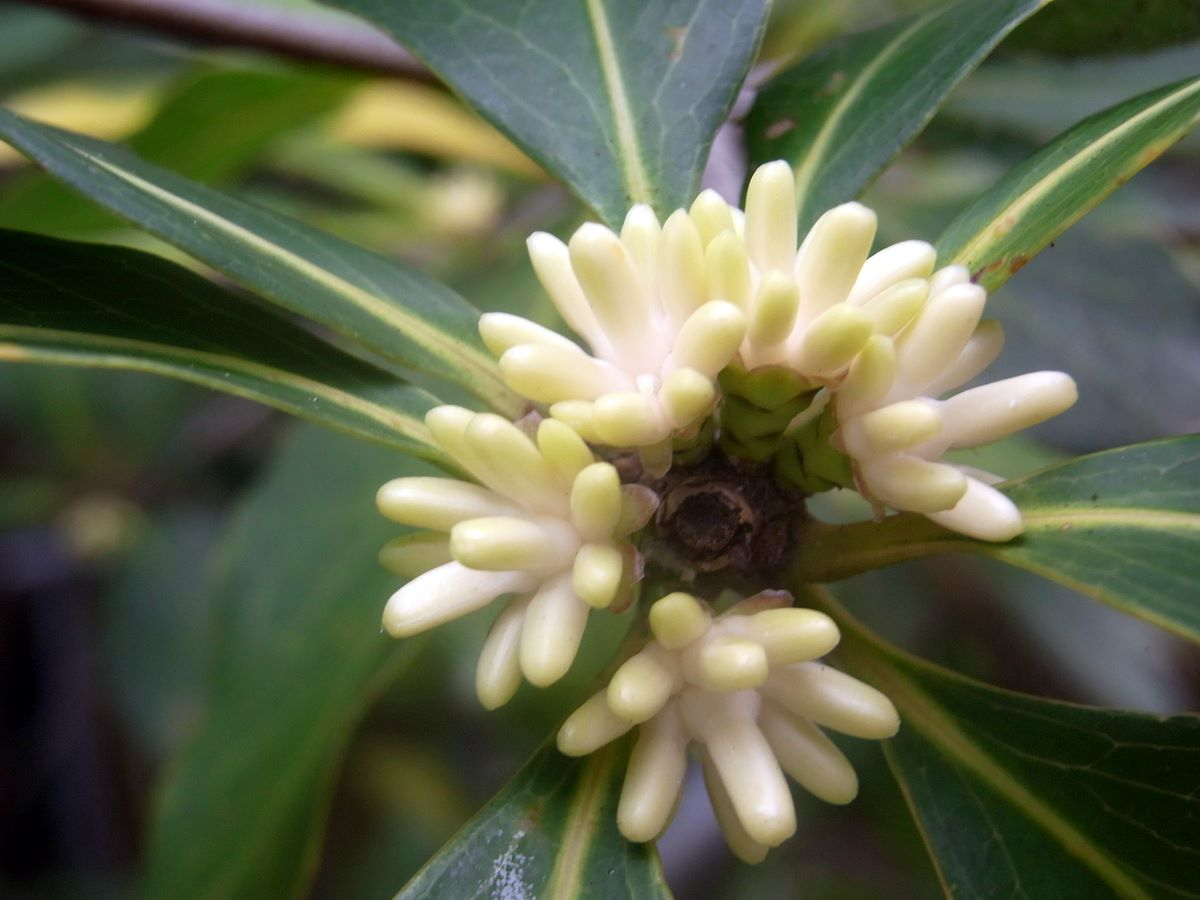
Eidothea hardenianaつぼみ

- Beauprea

ニューカレドニアに10種程度が知られる。アフリカに分布する種類と近いという。
- Beaupreopsis
- Dilobeia
- Cenarrhenes
- Franklandia

#### Tribe Conospermeae

##### Subtribe Stirlingiinae
- Stirlingia

##### Subtribe Conosperminae
- Conospermum
- Synaphea

#### Tribe Petrophileae
- Petrophile
- Aulax

#### プロテア連 Tribe Proteeae
- プロテア属 （学名 Protea)

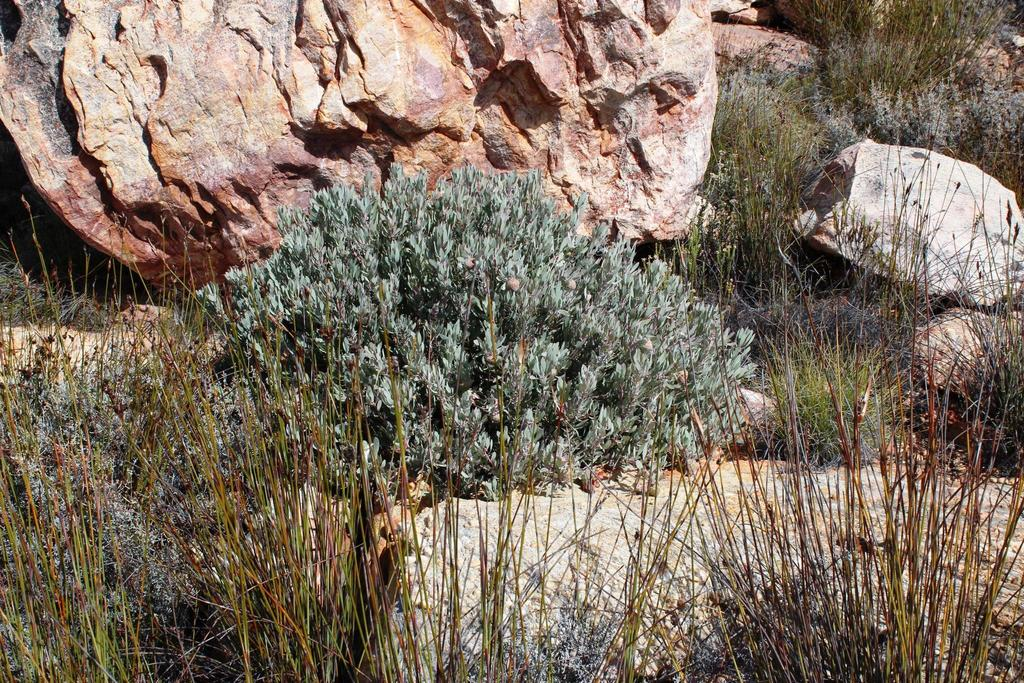
Protea pendulaの樹形
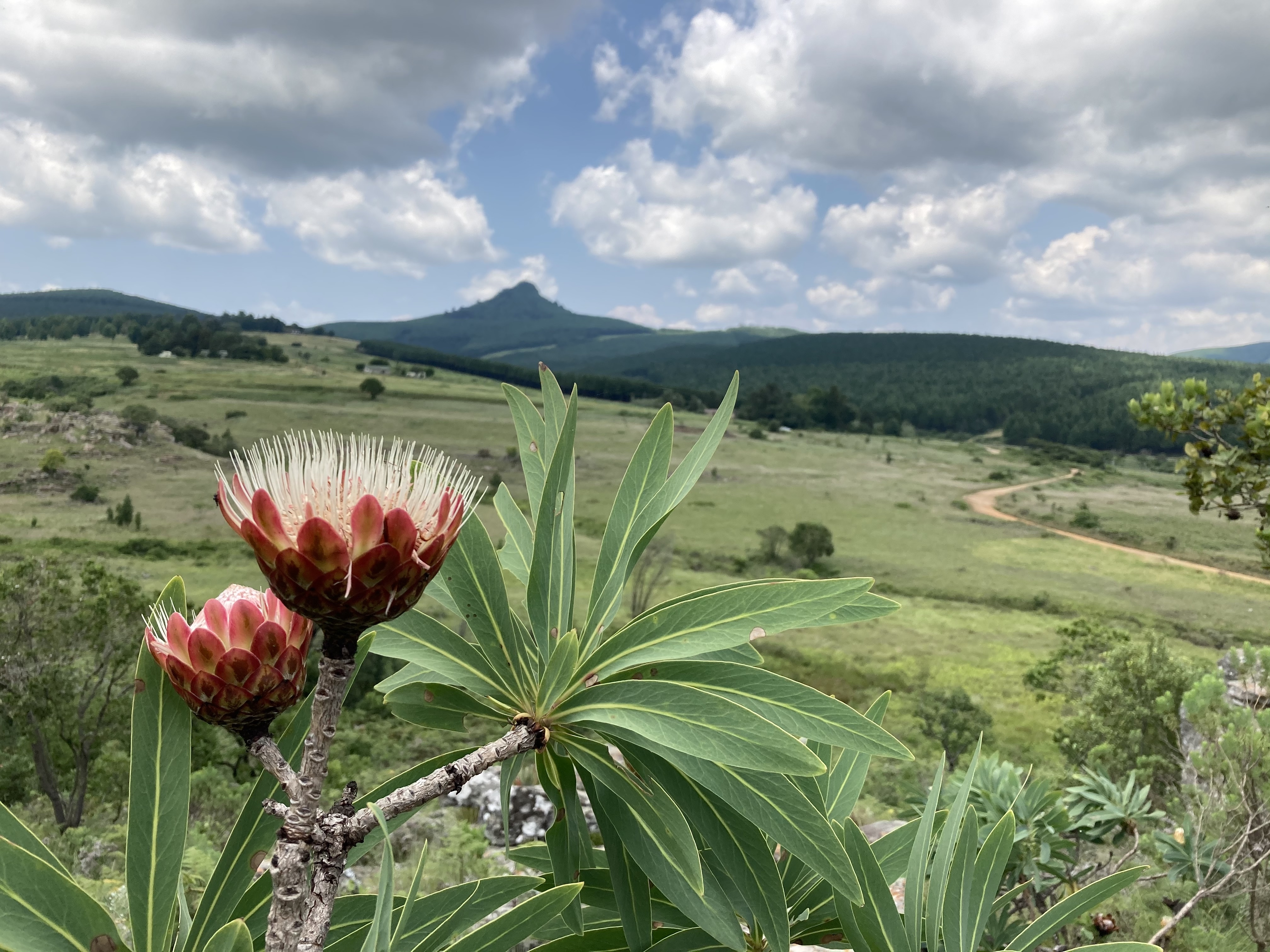
葉および花の付き方（P. pendula）
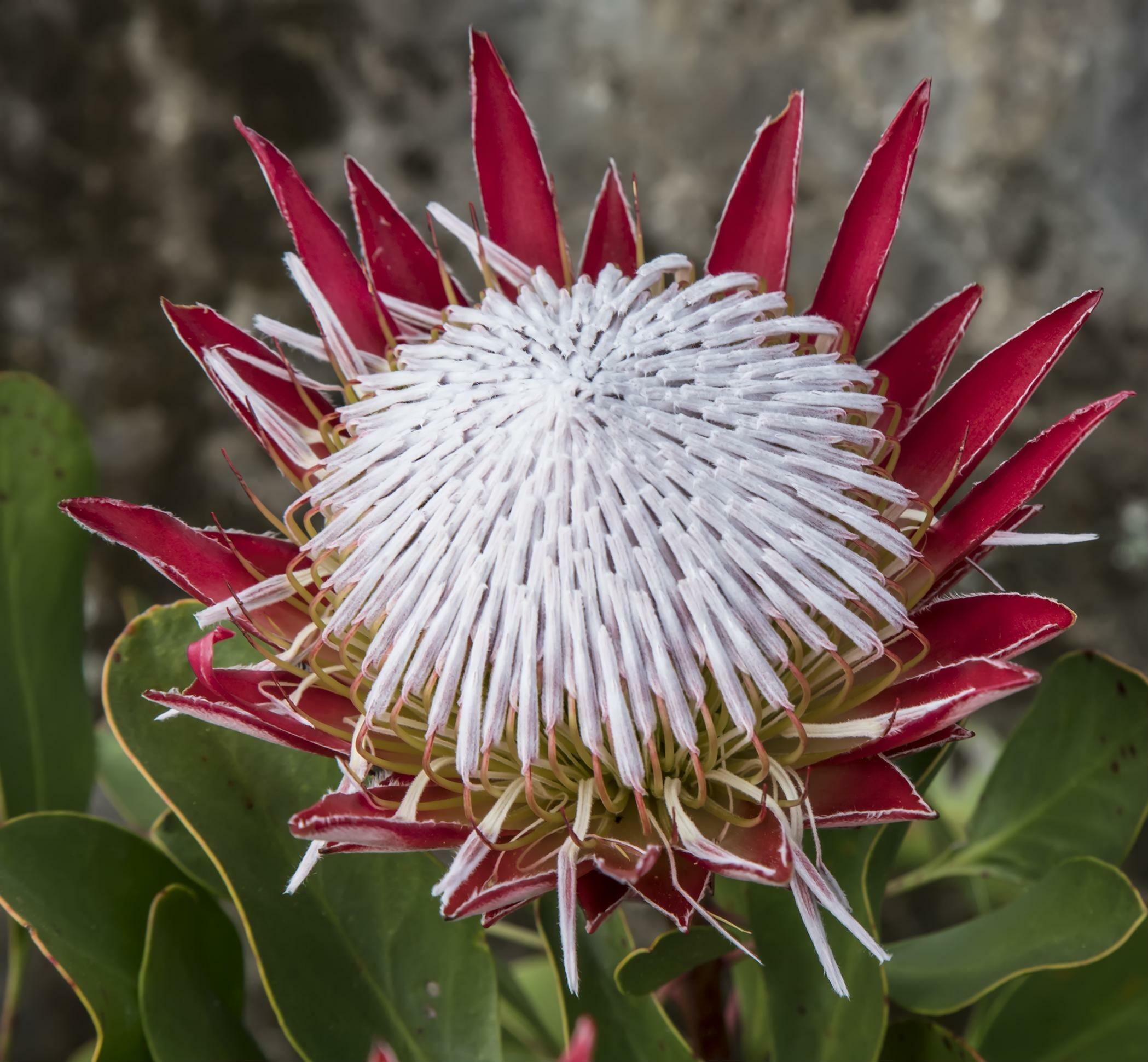
プロテア属の花
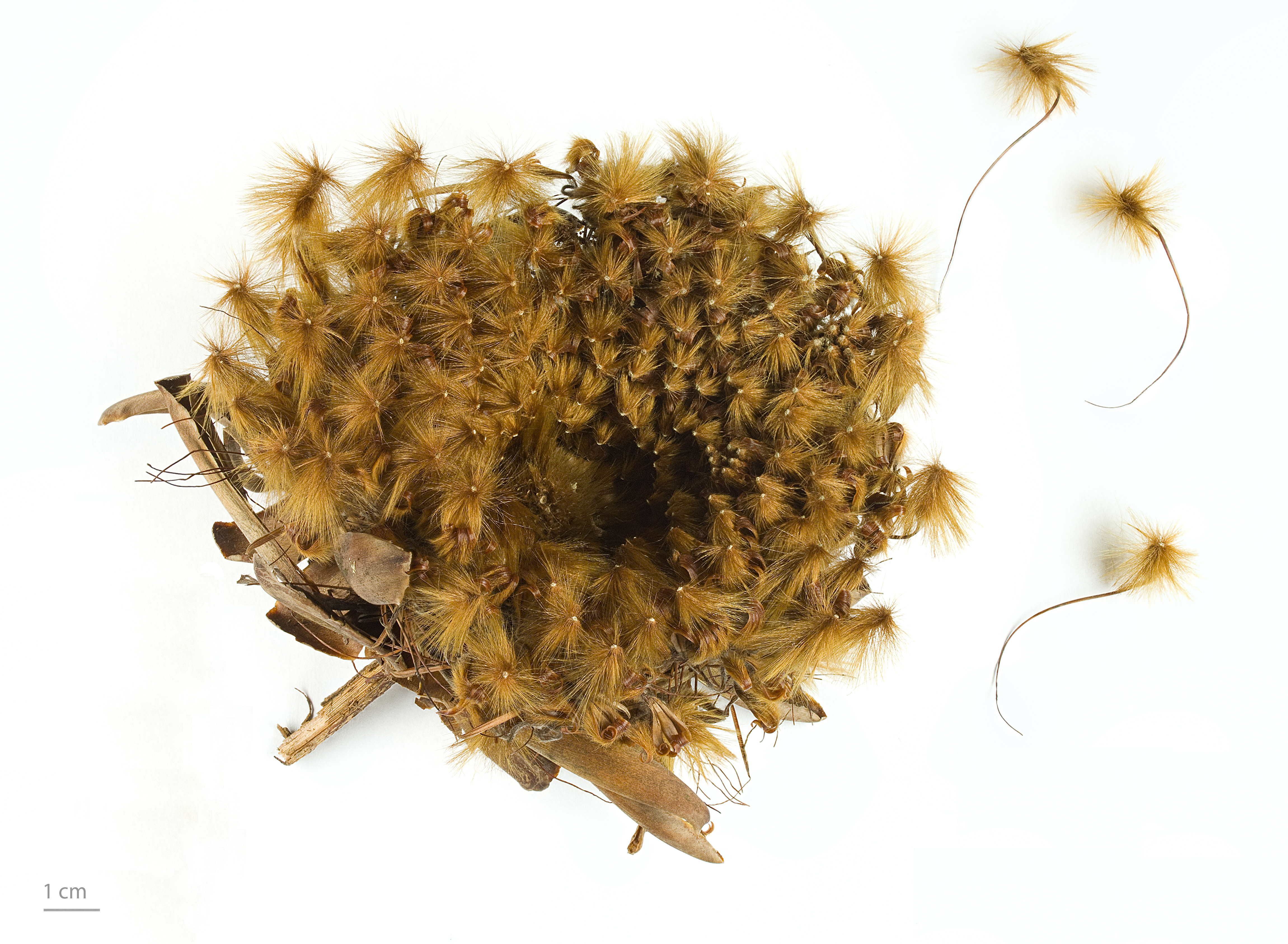
種子（Protea madiens）

Faurea
アフリカ大陸南部およびマダガスカル島に15種程度が知られる。属名Faureaは南アフリカの兵士かつ植物学者であった William Caldwell Faure (1822-1844)に因む。

#### Tribe Leucadendreae

##### Subtribe Isopogoninae
- Isopogon

##### Subtribe Adenanthinae
- Adenanthos

##### レウカンデンドロン亜連　Subtribe Leucadendrinae
- レウカンデンドロン属（Leucadendron）
- セルリア属（Serruria）
- Paranomus
- Vexatorella
- Sorocephalus
- Spatalla
- レウコスペルマム属（Leucospermum
- Mimetes
- Diastella
- Orothamnus

### Subfamily Grevilleoideae

#### incertae sedis（所属連不明）
以下の2属は所属する連（tribe）が不明である
- Sphalmium —
- Carnarvonia

#### Tribe Roupaleae

##### incertae sedis（所属亜連不明）
以下の4属は亜連（subtribe）単位における所属が不明である。
- Megahertzia
- Knightia
- Eucarpha
- Triunia

##### Subtribe Roupalinae
- Roupala
- Neorites
- Orites

##### Subtribe Lambertiinae
- Lambertia
- Xylomelum

##### Subtribe Heliciinae
- ヤマモガシ属（学名 Helicia）

本科植物のうち日本に唯一分布するヤマモガシ（山茂樫　Helicia cochinchinensis）が含まれる。
- Hollandaea

##### Subtribe Floydiinae
- Darlingia

- Floydia

#### バンクシア連 Tribe Banksieae

##### Subtribe Musgraveinae
- Musgravea
- Austromuellera

##### バンクシア亜連 Subtribe Banksiinae
- バンクシア属 （学名 Banksia）

オーストラリアに分布。特徴的な細長い花を付ける。

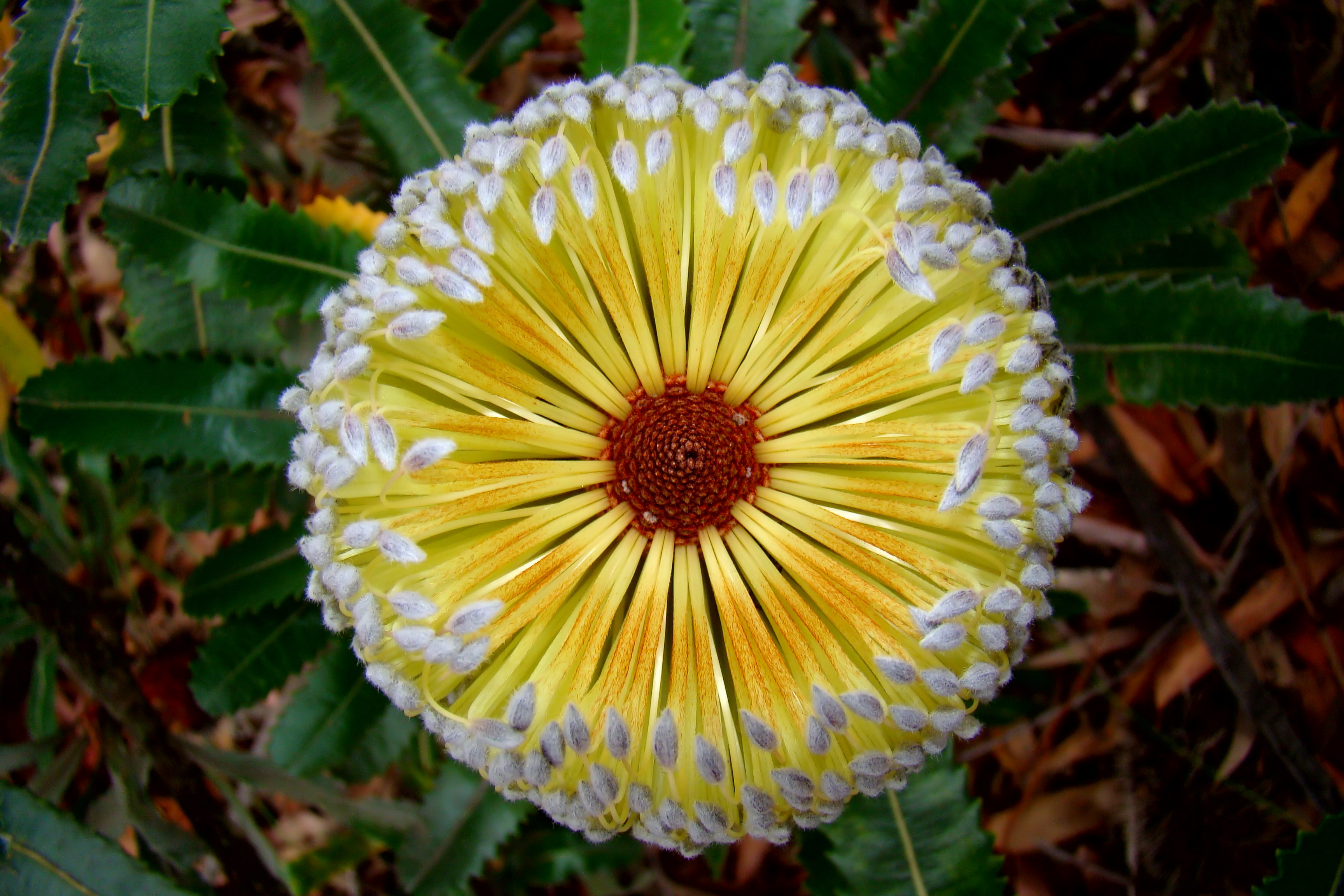
Banksia serrataの花

#### Tribe Embothrieae

##### Subtribe Lomatiinae
- Lomatia

##### Subtribe Embothriinae
- Embothrium
- Oreocallis
- Alloxylon
- Telopea

##### Subtribe Stenocarpinae
- Stenocarpus
- Strangea

##### Subtribe Hakeinae
- Opisthiolepis
- Buckinghamia
- Hakea

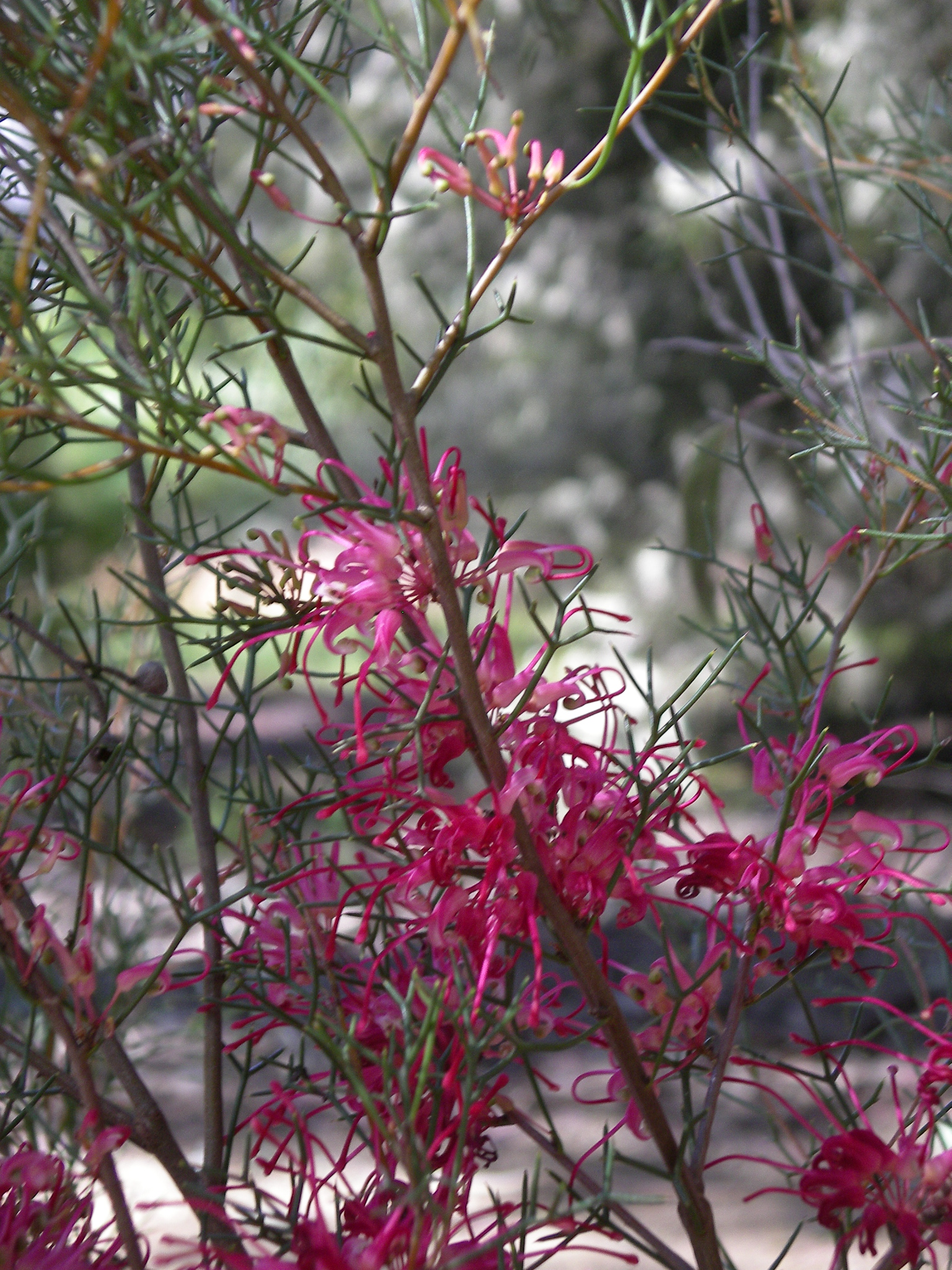
Hakea purpureaの花

- Grevillea
- Finschia

#### マカダミア連 Tribe Macadamieae

##### マカダミア亜連 Subtribe Macadamiinae
- マカダミア属 （学名 Macadamia）

Macadamia integfifoliaの種子がマカダミアナッツである。

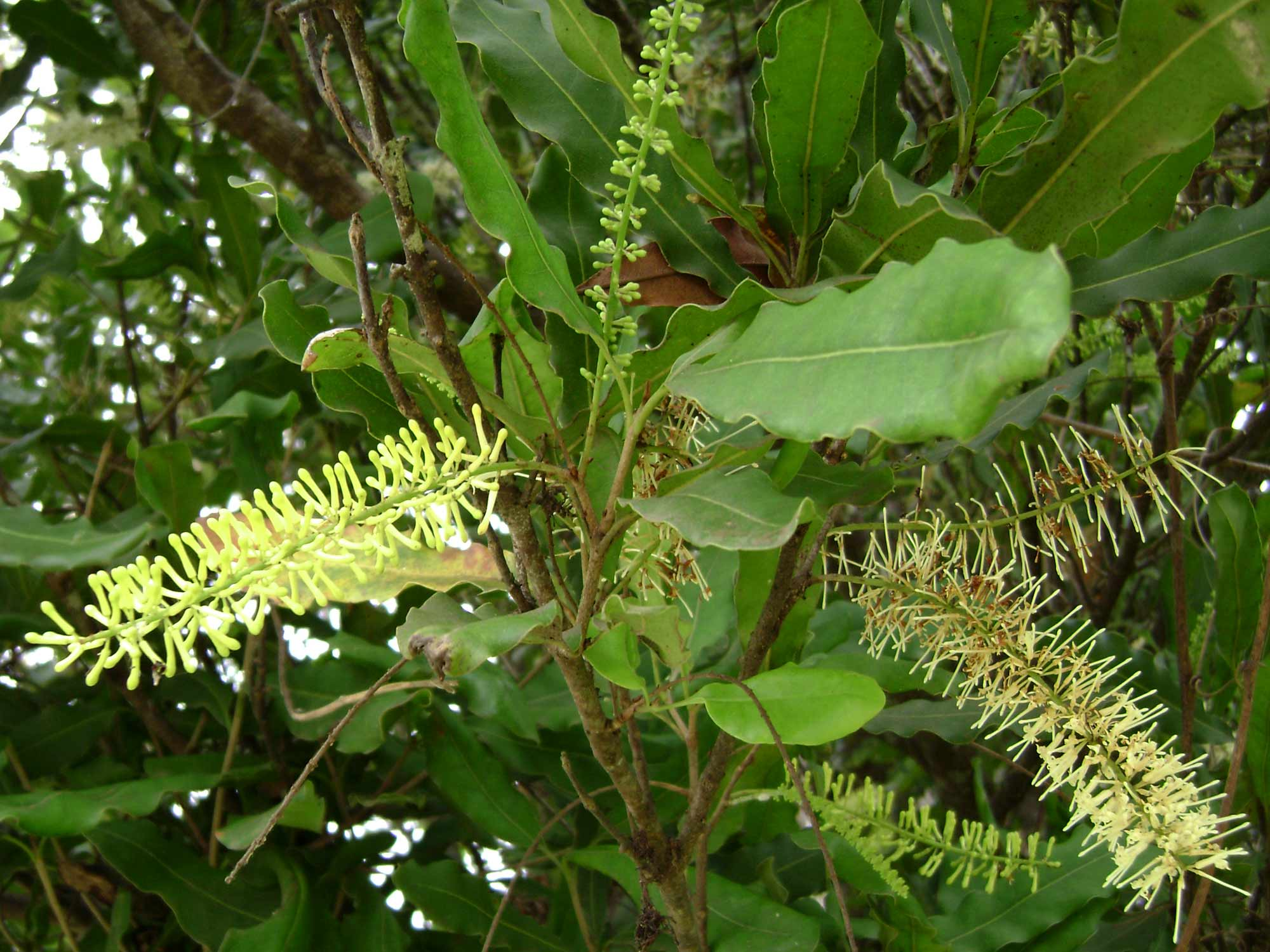
M. integrifoliaの花
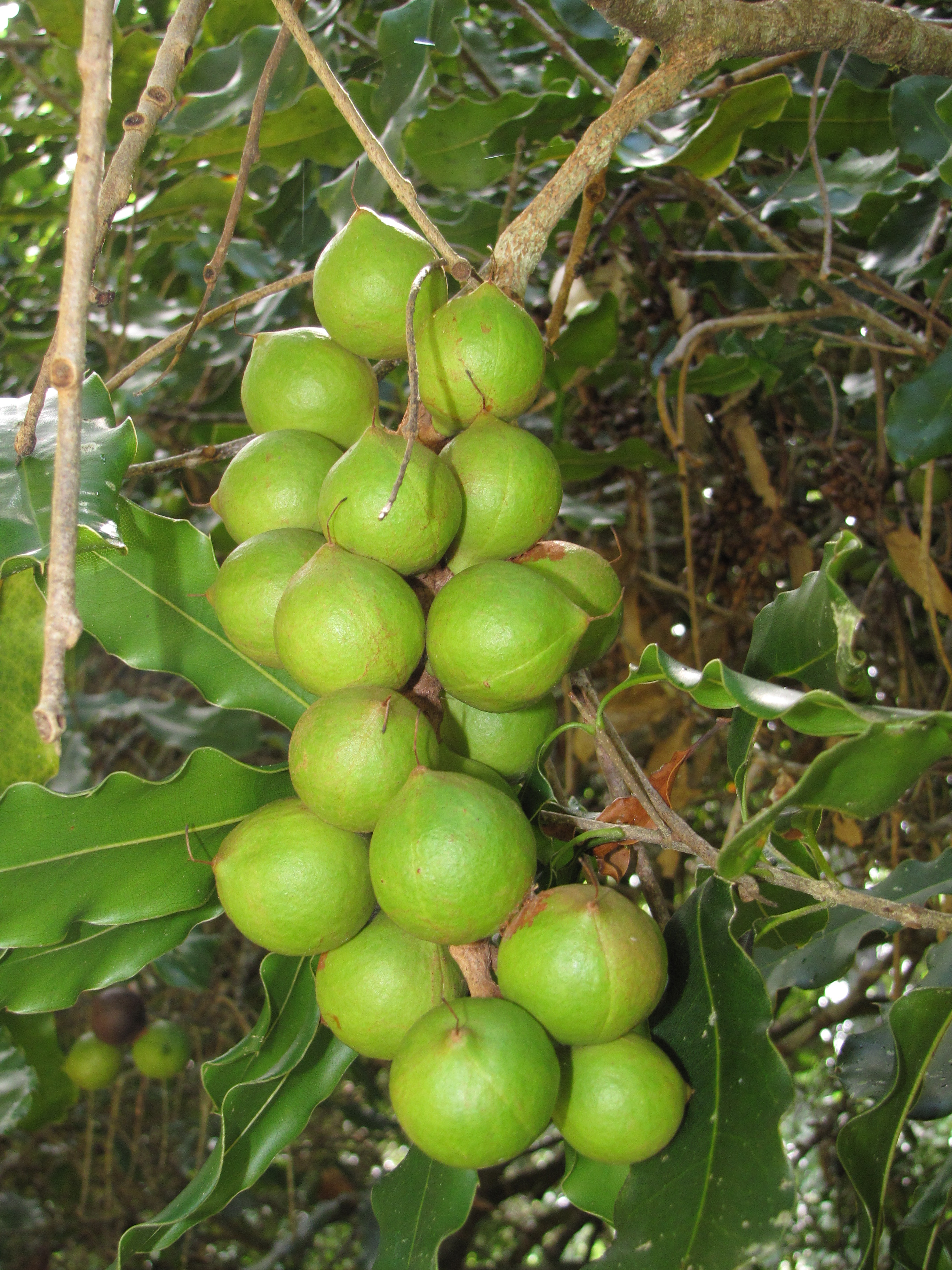
M. integrifoliaの果実

- Lasjia
- Nothorites
- Panopsis
- Brabejum

##### Subtribe Malagasiinae
- Malagasia
- Catalepidia

##### Subtribe Virotiinae
- Virotia
- Athertonia
- Heliciopsis

##### Subtribe Gevuininae
- Cardwellia
- Sleumerodendron
- Euplassa
- Gevuina
- Bleasdalea
- Hicksbeachia
- Kermadecia
- Turrillia